# Domewood
Domewood – osada w Anglii, w hrabstwie Surrey. Leży 8,4 km od miasta Crawley, 35,6 km od miasta Guildford i 41,1 km od Londynu. W 2016 miejscowość liczyła 1244 mieszkańców.